# Billy Law
William Law (sinh năm 1882) là một cầu thủ bóng đá, sinh ra ở Walsall. Ông thi đấu ở vị trí tiền đạo cho nhiều câu lạc bộ Anh, bao gồm ở Football League cho Doncaster Rovers, West Bromwich Albion và Glossop, và ở Southern League cho Watford và Queens Park Rangers. Law thi đấu 11 trận ở đội một cho West Brom; đội bóng không thua trận nào trong số đó.